# Matas Buzelis
Matas Arvidas Buzelis (Chicago, 13 ottobre 2004) è un cestista statunitense con cittadinanza lituana, professionista nella NBA con i Chicago Bulls.

## Biografia
Entrambi i genitori giocavano a pallacanestro in Lituania prima di emigrare negli Stati Uniti.
In possesso di doppia cittadinanza, Buzelis ha deciso di rappresentare la Lituania nelle competizioni internazionali FIBA.

## Carriera
Dopo aver trascorso una stagione con la NBA G League Ignite, Buzelis è stato selezionato con l'undicesima scelta assoluta dai Chicago Bulls al draft NBA 2024.

## Statistiche

### NBA G League
| Anno      | Squadra         | PG | PT | MP   | TC%  | 3P%  | TL%  | RP  | AP  | PRP | SP  | PP   |
| --------- | --------------- | -- | -- | ---- | ---- | ---- | ---- | --- | --- | --- | --- | ---- |
| 2023-2024 | G League Ignite | 26 | 26 | 32,0 | 44,8 | 27,3 | 67,9 | 6,9 | 2,0 | 0,8 | 2,1 | 14,3 |
| Carriera  | Carriera        | 26 | 26 | 32,0 | 44,8 | 27,3 | 67,9 | 6,9 | 2,0 | 0,8 | 2,1 | 14,3 |

### NBA

#### Regular Season
| Anno      | Squadra       | PG | PT | MP   | TC%  | 3P%  | TL%  | RP  | AP  | PRP | SP  | PP  |
| --------- | ------------- | -- | -- | ---- | ---- | ---- | ---- | --- | --- | --- | --- | --- |
| 2024-2025 | Chicago Bulls | 80 | 31 | 18,9 | 45,4 | 36,1 | 81,5 | 3,5 | 1,0 | 0,4 | 0,9 | 8,6 |
| Carriera  | Carriera      | 80 | 31 | 18,9 | 45,4 | 36,1 | 81,5 | 3,5 | 1,0 | 0,4 | 0,9 | 8,6 |

## Palmarès
- NBA All-Rookie Second Team (2025)